# 長若村
長若村（ながわかむら）は埼玉県の西部、秩父郡に属していた村。

## 地理
- 河川：赤平川、長留川

## 歴史
- 1889年（明治22年）4月1日 - 町村制施行により、長留村，般若村が合併して秩父郡長若村が成立する。
- 1955年（昭和30年）4月1日 - 小鹿野町と合併し小鹿野町を新設する。

## 関連文献
- 「般若村」『新編武蔵風土記稿』 巻ノ261秩父郡ノ17、内務省地理局、1884年6月。NDLJP:764014/74。
- 「長留村」『新編武蔵風土記稿』 巻ノ261秩父郡ノ17、内務省地理局、1884年6月。NDLJP:764014/77。